# József Kovács (athlétisme, 1926)
Dans le nom hongrois Kovács József, le nom de famille précède le prénom, mais cet article utilise l’ordre habituel en français József Kovács, où le prénom précède le nom.
Pour les articles homonymes, voir József Kovács et Kovács.
József Kovács  (né le 3 mars 1926 à Nyíregyháza et mort le 29 mars 1987 à Budapest) est un athlète hongrois spécialiste du fond. Licencié au Nyíregyházi Vasutas SC puis au MTK, il mesurait 1,63 m pour 60 kg.

## Carrière

### Palmarès
| Date | Compétition           | Lieu      | Résultat | Épreuve       | Performance    |
| ---- | --------------------- | --------- | -------- | ------------- | -------------- |
| 1954 | Championnats d'Europe | Berne     | 2e       | 10 000 mètres | 29 min 25 s 8  |
| 1956 | Jeux olympiques d'été | Melbourne | 2e       | 10 000 mètres | 28 min 52 s 4  |
| 1960 | Jeux olympiques d'été | Rome      | 15e      | 10 000 mètres | 29 min 34 s 71 |

### Records
| Épreuve       | Performance    | Lieu | Date |
| ------------- | -------------- | ---- | ---- |
| 5 000 mètres  | 13 min 47 s 6  |      | 1959 |
| 10 000 mètres | 28 min 52 s 36 |      | 1956 |